# Prins Clausbrug
Il Prins Clausbrug (in italiano ponte Principe Claus) è un ponte sospeso di tipo strallato situato a Utrecht. Il ponte è un progetto dall'architetto Ben van Berkel, che ha anche progettato il ponte Erasmus situato Rotterdam.

## Descrizione
Questo ponte presenta elementi di design simili al ponte Papendorp. L'idea di dedicare il nome dell'opera a Claus van Amsberg proviene dai residenti di Kanaleneiland. Il 25 giugno 2003 la principessa Máxima inaugurò il ponte.
Il ponte ha due piste ciclabili separate dalle quattro corsie preposte per i veicoli, di cui due per il traffico regolare di mezzi a motore e due corsie per autobus.